# Sonate pour violoncelle et piano (Magnard)
Pour les articles homonymes, voir Sonate pour violoncelle et piano.
La Sonate pour violoncelle et piano opus 20 en la majeur, est une œuvre de musique de chambre d'Albéric Magnard. La composition débuta sans doute à la fin de 1909 et occupa Magnard pendant près d'un an. La création eut lieu le 25 février 1911 à la Société nationale des beaux-arts.

## Analyse de l'œuvre
1. Sans lenteur — Alla zingarese
2. Scherzo: Sans faiblir
3. Funèbre
4. Finale: Rondement

- Durée d'exécution : environ 25 minutes.

## Discographie
- Thomas Demenga (violoncelle), Christoph Keller (piano) — Accord, 1986 (livret en anglais)